# Vender
Vender war ein italienischer Baumaschinenhersteller, der durch seine Raupenschlepper bekannt wurde.

## Unternehmensgeschichte
Seit spätestens 1906 betrieb Luigi Vender in Mailand eine Fabrik für landwirtschaftliche Maschinen. Ende der Dreißigerjahre wurde Pietro Pensa (1906–1996) Chefkonstrukteur in diesem Unternehmen, auf ihn gehen die zahlreichen Raupenschlepper-Konstruktionen zurück. Die Schlepperproduktion hatte immer einen relativ bescheidenen Umfang, beklagt wurde die mangelnde Zuverlässigkeit der Produkte. Im Jahr 1959 kaufte die US-amerikanische Firma Allis-Chalmers Vender auf, um auf diese Art und Weise ein Standbein in Europa zu erwerben, und in der Folgezeit verschwand der Markenname Vender: Der neue Eigentümer beschränkte sich auf Montage und Lizenzbau eigener Produkte.

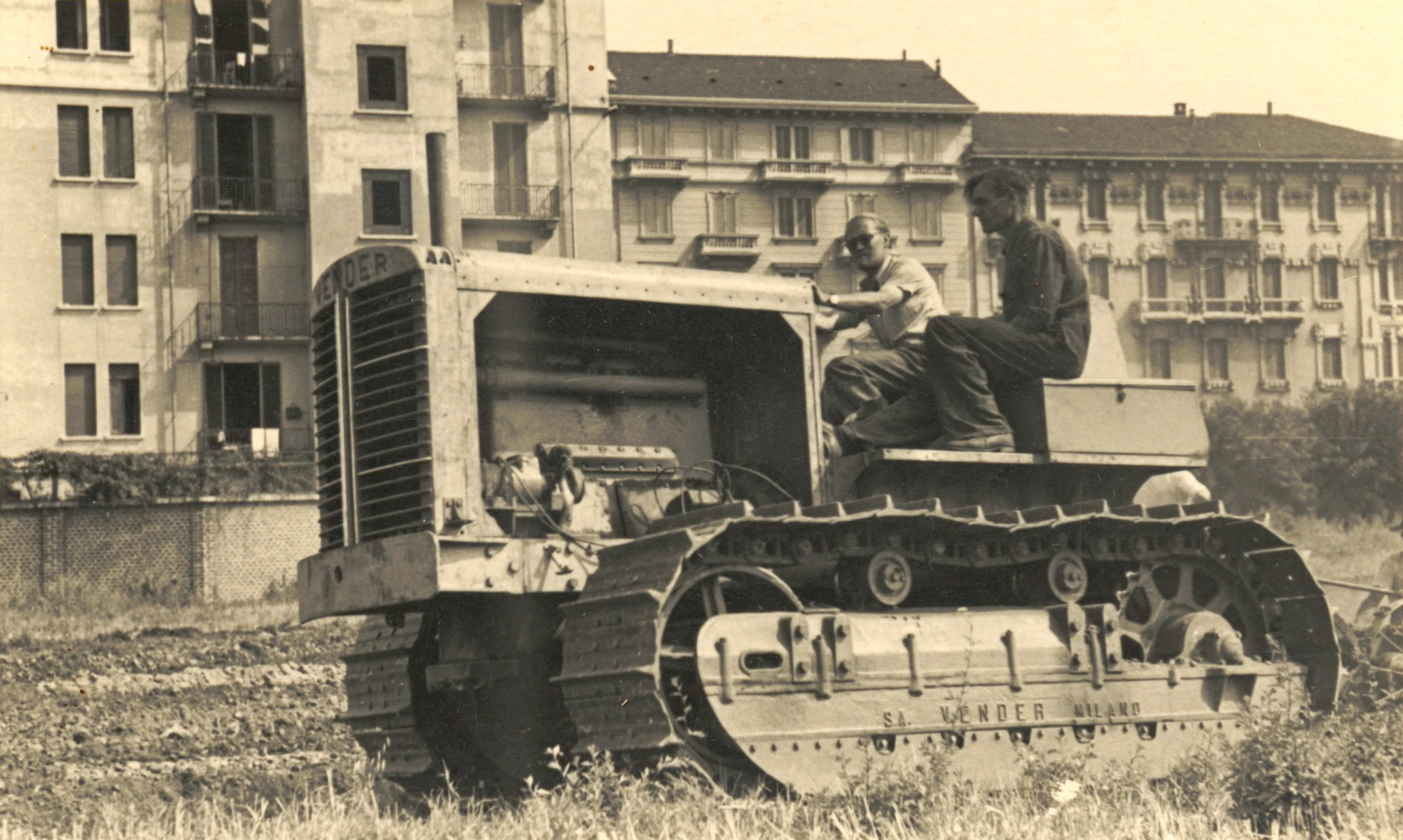
Das erste Raupenschleppermodell von Vender

## Fahrzeuge
Bereits während des Abessinienkrieges hatte Italien zahlreiche Kettenschlepper der Marke Caterpillar aus den USA bezogen und damit den Nachschub für seine Truppen in dem teilweise wegelosen Äthiopien sichergestellt. 1941/42 machte man in Russland ähnliche Erfahrungen, wobei die Italiener hier auf erbeutete russische Raupenschlepper Stalinez-60 und Stalinez-65 zurückgreifen konnten. Infolgedessen erhielten im 2. Weltkrieg die Firmen Vender und Savigliano den Auftrag zur Entwicklung schwerer Raupenschlepper. Alle bei Vender gebauten Modelle hatten eigene bei Vender entwickelte Reihen-Dieselmotoren und – sofern nicht anders vermerkt – Kettenlaufwerke.

### DR 90

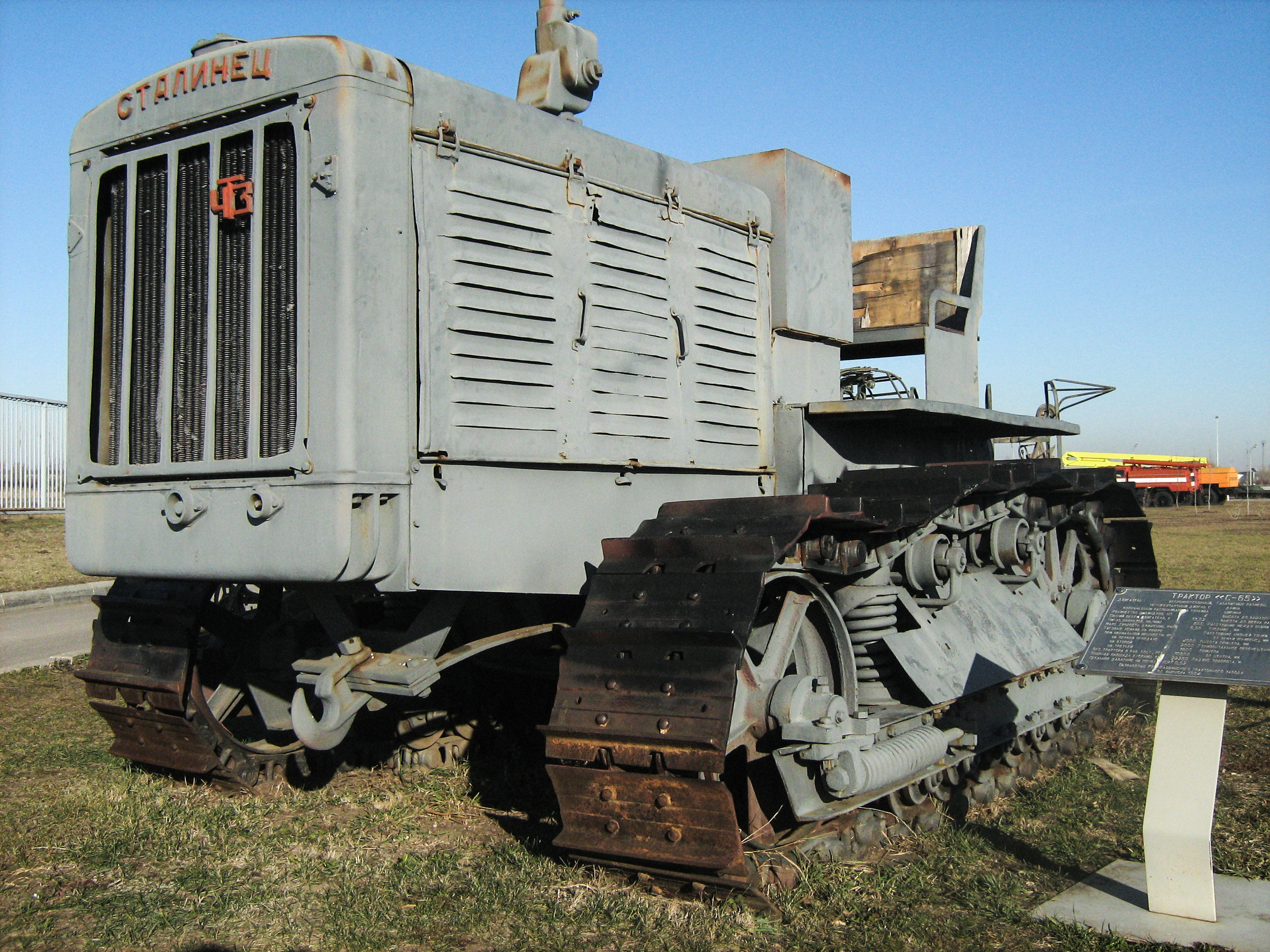
Stalinez-65, das Vorbild für den Vender DR 90

Der Raupenschlepper DR 90 wurde im Zweiten Weltkrieg entwickelt und ging 1944 in Serie. Er war bezüglich Motor und Fahrwerk an den Raupenschlepper Caterpillar RD-7 oder Stalinez-65 angelehnt (der Stalinez-65 ist eine Kopie des Caterpillar RD-7 mit Dieselmotor). Er hatte einen Vierzylinder-Motor mit 145 mm Bohrung und 200 mm Hub, woraus sich ein Hubraum von 13.200 cm³ errechnet, und entwickelte 85 PS (62 kW), später auch 110 PS (81 kW). Das Getriebe hatte 5 Vorwärts- und 5 Rückwärtsgänge. 1944 entstanden 109 Fahrzeuge, nach Mai 1945 bis 1948 weitere 81 Stück.

### SR 45
Der SR 45 entstand 1945 als leichterer Schlepper, da man davon ausging, dass ein schweres Fahrzeug wie der DR 90 in Friedenszeiten überdimensioniert sei. Er hatte den halbierten Motor des DR 90, der mit 2 Zylindern bei 6600 cm³ 55 PS (40 kW) leistete. Von ca. 1945 bis 1948 entstanden 85 Stück.

### DR 70
Er wurde als Nachfolger des SR 45 entwickelt und hatte einen besser zum Fahrzeug passenden Vierzylinder-Motor (115 mm Bohrung, 160 mm Hub = 6650 cm³), dessen Leistung mit 70 PS (51 kW) angegeben wird. Von 1948 bis 1950 entstanden 68 Stück.

### Champion
Der Champion war der Nachfolger des DR 70. Die Bohrung war auf 125 mm erhöht worden, der Motor hatte damit 7850 cm³ Hubraum und leistete 72 PS (53 kW). Von 1950 bis 1954 entstanden vom Modell B 243 Stück, von 1954 bis 1956 vom leicht verbesserten Modell C 205 Stück.

### Conqueror
Als schwerer Kettenschlepper entstand 1954 der Conqueror: Der Sechszylindermotor mit 145 mm Bohrung und 170 mm Hub (16.830 cm³) leistete 140 PS (103 kW) bei 1350/min., das Getriebe mit je 5 Vorwärts- und Rückwärtsgängen erlaubte Geschwindigkeiten von 2,5 bis 9,7 km/h. Bei einer Länge von 4,72 m und einer Breite von 2,57 m wog das Fahrzeug 15,7 Tonnen. Bis 1957 entstanden 18 Fahrzeuge, davon 11 mit auf 125 PS gedrosselter Leistung. 1954 kostete der Schlepper 15.625.000 Lire (damals rund 100.000 DM).

### Destrojer
Der 1953 gebaute Destrojer (auch: Destructore genannt) gilt als größter Raupenschlepper seiner Zeit, er blieb wohl ein Einzelstück. Sein Sechszylindermotor (172 mm Bohrung, 175 mm Hub = 24.397 cm³) entwickelte bei 1350/min 240 PS(176 kW), je 4 Vorwärts- und Rückwärtsgänge erlaubten Geschwindigkeiten von 2,6 bis 12 km/h, das ca. 5 m lange und 3 m breite Fahrzeug wog 23 Tonnen.

### Bully C
Dem kleinen von 1954 bis 1957 gebaute Typ Bully war kein großer Erfolg beschieden. Sein Vierzylindermotor (115 mm Bohrung, 120 mm Hub, 4985 cm³) leistete 50 PS (37 kW) bei 1500/min. Das Fahrzeug hatte 8 Vorwärts- und zwei Rückwärtsgänge, war 3 m lang und 1,79 m breit und wog 4,72 to. Es entstanden 254 Fahrzeuge. Die Firma warb damit, dass man innerhalb von 4 Stunden das Raupenfahrwerk gegen ein Radfahrwerk austauschen könne, 22 Stück eines entsprechenden Bausatzes wurden ausgeliefert.